# Tomasz Lipiec
Tomasz Wojciech Lipiec, né le 10 mai 1971 à Varsovie, est un marcheur, un journaliste et un homme politique polonais proche de Droit et justice.

## Biographie
Il intègre le conseil d'administration du Comité national olympique polonais (PKOI) en février 2005. Il rejoint ensuite le comité de soutien à la candidature de Lech Kaczyński pour l'élection présidentielle des 9 et 25 octobre suivants.
Le 31 octobre, Tomasz Lipiec est nommé à 34 ans ministre des Sports dans le gouvernement minoritaire du conservateur Kazimierz Marcinkiewicz. Il est reconduit le 14 juillet 2006, lors de l'arrivée au pouvoir du conservateur Jarosław Kaczyński.
Il est arrêté le 2 juillet 2007, dans le cadre d'une enquête menée par le Bureau central anti-corruption (CBA) au sujet de la future construction du Stade national de Varsovie. Il est relevé de ses fonctions le 9 juillet, Elżbieta Jakubiak étant choisie pour lui succéder deux semaines plus tard.